# Alfonso Silva
Alfonso Silva Placeres (né le 19 mars 1926 à Las Palmas de Gran Canaria dans les îles Canaries et mort le 16 février 2007 à Constance en Allemagne) était un joueur de football espagnol.

## Biographie
Connu comme l'un des plus grands joueurs des Îles Canaries, il remporte La Liga avec l'Atletico Madrid dans les années 1949 et 1950 et fait partie de l'effectif espagnol qui joue la coupe du monde 1950 au Brésil.
Le 10 janvier 1950, il joue avec une sélection des Canaries contre le champion argentin des San Lorenzo de Almagro qui effectue une tournée en Europe.
En 1956, il est limogé de son club pour problème d'indiscipline avec l'entraîneur Barrios. Il est donc ensuite transféré dans la toute nouvelle équipe crée, l'Union Deportiva Las Palmas pour 300 000 pesetas.